# Toronto Marlies
Toronto Marlies – drużyna hokejowa grająca w American Hockey League w dywizji północnej, konferencji zachodniej. Drużyna ma swoją siedzibę w Toronto w Kanadzie. Drużyna podlega zespołowi Toronto Maple Leafs oraz ma własą filię w ECHL, którą jest drużyna Newfoundland Growlers.

## Sukcesy
- Mistrzostwo dywizji AHL: 2008, 2012, 2013, 2014, 2016, 2018
- Mistrzostwo konferencji AHL: 2012, 2018
- Mistrzostwo w sezonie regularnym: 2016, 2018
- F.G. „Teddy” Oke Trophy: 2016, 2018
- Frank Mathers Trophy: 2016, 2018
- Puchar Caldera: 2018[3]